# Лич, Бобби
Бо́бби Лич (англ. Bobby Leach; 1858, Корнуолл, Великобритания — 26 апреля 1926, Окленд, Новая Зеландия) — второй человек после Энни Тейлор и первый мужчина, преодолевший Ниагарский водопад в бочке.

## Биография
В молодости выступал в цирке Барнума и Бейли. В начале XX века владел рестораном в Ниагара-Фолс в штате Нью-Йорк. После 24 октября 1901 года, когда Тейлор проделала свой смертельный номер, неоднократно заявлял, что всё, что могла исполнить Энни, он «мог исполнить лучше».
Осуществил свой трюк 25 июля 1911 года в изготовленной на заказ стальной бочке длиной 2,4 м. Следующие полгода провёл в больнице, залечивая раздроблённые надколенники и сломанную челюсть. В отличие от Энни Тейлор, сумел извлечь из трюка финансовую выгоду: в течение нескольких лет получал гонорары, выступая с рассказами о своём подвиге на водевильных площадках и в лекционных залах Канады, США и Великобритании, демонстрируя свою бочку и позируя для фотографий. В 1920 году вернулся в Ниагара-Фолс, где открыл бильярдную. Пытался преодолеть Ниагару вплавь, но потерпел неудачу.
В 1926 году, во время лекционной поездки по Новой Зеландии, повредил ногу, поскользнувшись на апельсиновой (по другим сведениям, банановой) кожуре. Из-за гангрены, развившейся вследствие заражения крови, лишился ноги. Несмотря на ампутацию, умер два месяца спустя.

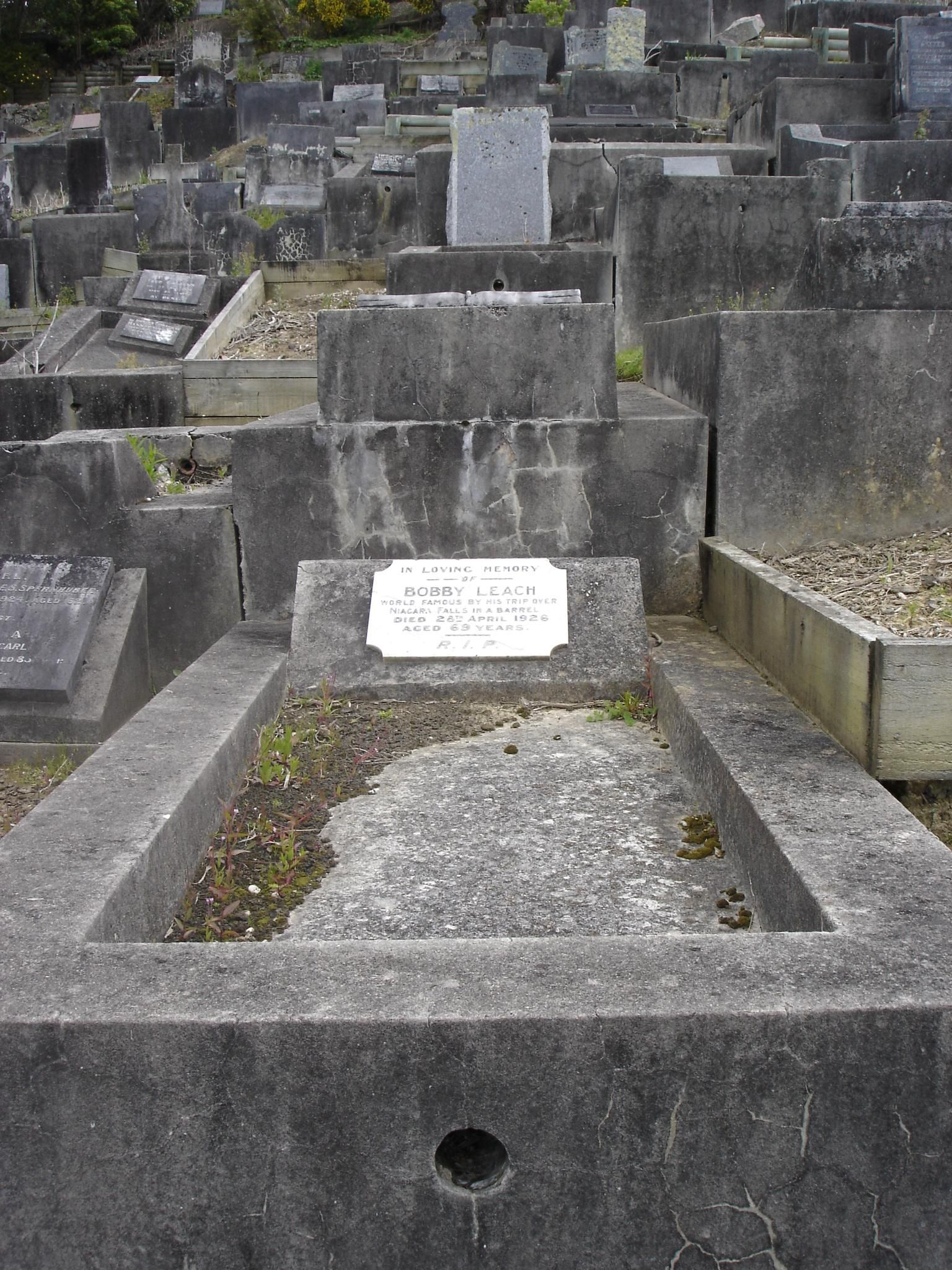
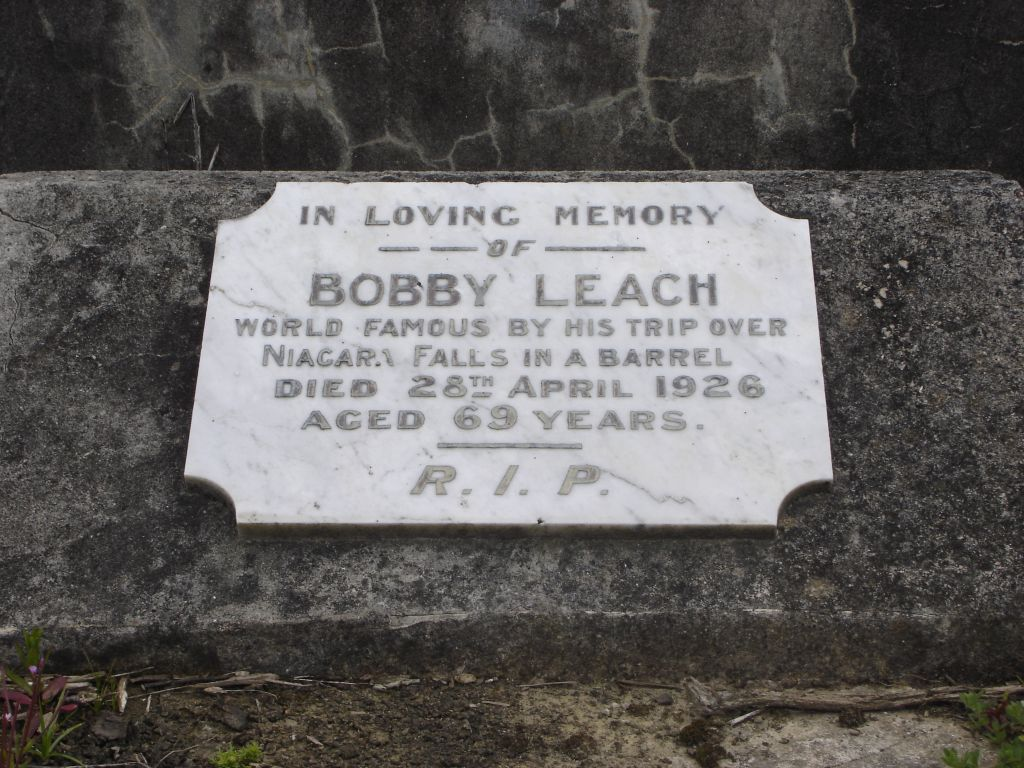

- Могила Бобби Лича на кладбище Хиллсборо (Окленд, Новая Зеландия)
- Надгробие Бобби Лича